# Каменськ-Уральський міський округ
Ка́менськ-Ура́льський міський округ (рос. Каменск-Уральский городской округ) — адміністративна одиниця Свердловської області Російської Федерації.
Адміністративний центр — місто Каменськ-Уральський.

## Населення
Населення міського округу становить 170782 особи (2018; 176572 у 2010, 187806 у 2002).

## Склад
До складу міського округу входять 7 населених пунктів:
| Населений пункт            | Населення, осіб (2002) | Населення, осіб (2010) |
| -------------------------- | ---------------------- | ---------------------- |
| Госдороги, селище          | 19                     | 16                     |
| Каменськ-Уральський, місто | 186153                 | 174689                 |
| Кодінка, присілок          | 297                    | 368                    |
| Мала Кодінка, присілок     | 18                     | 19                     |
| Монастирка, присілок       | 860                    | 956                    |
| Новий Завод, присілок      | 458                    | 516                    |
| Токарева, присілок         | 1                      | 8                      |

2017 року до складу Каменського міського округу було передане селище Кодінський.